# Tooniverse
Tooniverse est une chaine de télévision sud-coréenne spécialisée dans la diffusion d'anime. Elle fait partie du groupe CJ E&M depuis mars 2010.
Tooniverse a été lancée le 1er décembre 1995 et est actuellement l'une des principales chaînes d'anime en Corée du Sud. Elle propose une grande variété d'animations pour différentes tranches d'âge.
En 2014, il a été annoncé que Tooniverse allait créer une nouvelle série télévisée intitulée The Haunted House (신비아파트). En 2016, il a été annoncé que Tooniverse créera The Haunted House: The Secret of the Ghost Ball. En 2017, la nouvelle saison 2 partie 1 et partie 2 en 2018 est The Haunted House: The Birth of Ghost Ball X. En 2020, Tooniverse a annoncé que ce serait la saison 3 dans la série est The Haunted House: Ghost Ball Double X partie 1 et partie 2. En 2021, la nouvelle saison débutera en septembre 2021 appelé The Haunted House: Ghost Ball Z.
À la suite du partenariat entre CJ ENM et Paramount et au lancement de Paramount+ sur la plateforme de streaming TVING, Tooniverse propose des dessins animés Nickelodeon sur la chaîne sous le nom de « Nickelodeon Time ».  bloc de programmation.

## Programmes actuels
Remarque : Les programmes suivants sont censurés dans les anime ou dessins animés sur Tooniverse.

### For Ages 7+
- Dalja the Vampire Girl (뱀파이어 소녀 달자) (Tooniverse original)
- Robot Trains (로봇트레인)
- Baby Shark's Big Show! (아기상어 올리와 윌리엄)
- Pokémon (포켓몬스터)
- Hello Jadoo (안녕 자두야) (Tooniverse original)
- SpongeBob SquarePants (네모바지 스폰지밥)
- Ninjago: Masters of Spinjitzu (레고 닌자고)
- The Loud House (링컨의 집에서 살아남기)
- Bakugan Battle Planet (바쿠간 배틀 플래닛)
- Star Trek: Prodigy (스타트렉: 프로디지)
- Transformers: EarthSpark (트랜스포머: 어스스파크)
- LEGO Dreamzzz (레고 드림즈)

### For Ages 12+
- The Haunted House (신비아파트) (Tooniverse original)
  - The Haunted House: The Secret of the Ghost Ball (신비아파트: 고스트볼의 비밀) (Season 1)
  - The Haunted House: The Birth of the Ghost Ball X (신비아파트: 고스트볼 X의 탄생) (Season 2)
  - The Haunted House: Ghost Ball Double X (신비아파트: 고스트볼 더블 X) (Season 3)
  - The Haunted House: Ghost Ball Z (신비아파트: 고스트볼Z) (Season 4)
  - The Haunted House: Ghost Ball ZERO (신비아파트: 고스트볼 ZERO) (Season 5)
- Papadog (파파독) (Tooniverse original)
- Goblin Hill (도깨비언덕에 왜 왔니?) (Tooniverse original)
- Love, Election and Chocolate (사랑, 선거 그리고 초콜릿)
- Dandadan (단다단)

### For Ages 15+
- Case Closed (명탐정 코난) (Currently)
- My Master Has No Tail (우리 스승님은 꼬리가 없다)
- Kodomo Keisatsu (어린이 경찰)
- That Time I Got Reincarnated as a Slime (전생했더니 슬라임이었던 건에 대하여)
- Sword Art Online (소드 아트 온라인)
- Fruits Basket (후르츠 바스켓)
- Erased (나만이 없는 거리)
- Too Cute Crisis (너무 귀여운 크라이시스)
- Record of Ragnarok (라그나로크의 기록)
- Solo Leveling (나 혼자만 레벨업)

## Anciens programmes
Remarque : Les programmes suivants sont censurés dans les anime ou dessins animés sur Tooniverse.

### For All Ages
- Rainbow Ruby (레인보우 루비)
- Dora the Explorer (도라도라 영어나라)
- Willa's Wild Life (윌라의 와일드 라이프)
- Little Einsteins (작은 아인슈타인)
- Tinpo (틴포)
- Hello Kitty (헬로키티)
- Wow! Wow! Wubbzy! (와! 와! 우 브지!)
- Remy & Boo (레미 & 부)
- Hamtaro (방가방가 햄토리)
- Babar and the Adventures of Badou (바바와 바두의 모험)
- Princess Mirror-Belle (미러벨 공주)

### For Ages 7+
- Ultimate Spider-Man (얼티밋 스파이더맨)
- Eliot Kid (엘리엇 키드)
- Bakugan Battle Brawlers (슈팅 바쿠간)
- The Powerpuff Girls (파워퍼프걸)
- Monster High (몬스터 하이)
- Crayon Shin-chan (짱구는 못말려)
- Reborn! (가정교사 히트맨 리본)
- Shaman King (샤먼 킹)
- The Fungies! (곰팡이!)
- Beyblade Burst (베이블레이드 버스트)
- The Pink Panther (핑크 팬더)
- Viewtiful Joe (뷰티풀 죠)
- UFO Baby (다!다!다!)
- Dinosaur King (공룡킹 어드벤처)
- My Little Pony: Friendship is Magic (마이리틀포니)
- My Little Pony: Pony Life (마이 리틀 포니: 포니 라이프)
- Wedding Peach (웨딩피치)
- Element Hunters (엘리먼트 헌터)
- Thomas and Friends (꼬마기관차 토마스와 친구들)
- The Smurfs (개구쟁이 스머프 (애니메이션))
- Yo-Kai Watch (요괴워치) (dubbed version) (cut version)
- Danny Phantom (대니 팬텀)
- Hero School Z (히어로스쿨Z) (Tooniverse original)
- Johnny Test (쟈니 테스트)
- Dexter's Laboratory (덱스터의 실험실)
- Ojamajo Doremi (꼬마 마법사 레미)
- Rock Lee & His Ninja Pals (록리의 청춘닌자전 만들기)
- Oggy and the Cockroaches (오기와 악동들)
- Avatar: The Last Airbender (아바타: 아앙의 전설)
- Sailor Moon Crystal (미소녀전사 세일러문 Crystal) (subtitled version)
- Cardcaptor Sakura: Clear Card (카드캡터 사쿠라 클리어 카드 편)
- Sid the Science Kid  (시드 과학 키드)
- Pippi Longstocking (삐삐 롱스타킹)
- Digimon Adventure (디지몬 어드벤처)
- Digimon Adventure 02 (파워 디지몬)
- Digimon Tamers (디지몬 테이머즈)
- Digimon Frontier (디지몬 프론티어)
- Yu-Gi-Oh! (유기오!)
- Yu-Gi-Oh! GX (유기오! GX)
- Yu-Gi-Oh! 5D's (유기오! 5D's)
- Yu-Gi-Oh! Zexal (유기오! Zexal)
- Yu-Gi-Oh! Arc-V (유기오! Arc-V)
- Kirby: Right Back at Ya! (별의 커비)
- Full Moon o Sagashite (달빛천사)
- Zatch Bell! (갓슈벨!!) (Episodes 1~52 Only)
- Oswaldo (크레이지 펭! 오스왈도)
- Squish
- PriPri Chi-chan!! (말랑요정 치치)
- Hikaru no Go (히카루의 바둑)
- GeGeGe no Kitarō (게게게의 기타로)
- Kaiketsu Zorori (쾌걸 조로리)
- Animal Yokochō (두근두근 비밀친구)
- Animaniacs (애니매니악스)
- Anyamaru Tantei Kiruminzuu (쥬로링 동물탐정)
- Shima Shima Tora no Shimajirō (내 친구 호비)
- Giant Saver (자이언트 세이버)
- Totally Spies! (말괄량이 삼총사)
- Magic Hanja (마법천자문)
- Me and My Robot (미앤마이로봇)
- Welcome to Convenience Store (와라! 편의점)
- Seer (미래전사 씨어)
- Taoist Mutul (머털도사)
- Maya the Bee (마야의 모험)
- Buri the Time Traveler (벼리의 시간여행)
- Bananana Doongdoong (바나나나 둥둥)
- Larva (라바)
- Lego Friends (레고 프렌즈)
- Little Charmers (작은 마술사)
- Mainichi Kaasan (매일엄마)
- Picchipichi Shizuku-chan (또르르 방울이 친구들)
- Kids CSI (키즈 CSI 과학수사대)
- Aikatsu! (아이엠스타)
- Boing The Play Ranger (놀이터 구조대 뽀잉)
- Cocomong (냉장고 나라 코코몽)
- Kobushi (싱싱초밥단 코부시)
- Topplate (최강! 탑플레이트)
- Kaleido Star  (카레이도 스타)
- T-Pang Rescue (뛰뛰빵빵 구조대)
- Tiny Toon Adventures  (타이니 툰)
- Legends of Chima (키마의 전설)
- Lucky Fred (럭키 프레드)
- Tobot (변신자동차 또봇)
- Soreike! Anpanman (날아라 호빵맨)
- Nintama Rantarō (닌자보이 란타로)
- Yumeiro Patissiere (꿈빛 파티시엘)
- A Penguin's Troubles (펭귄의 문제)
- Mirmo! (미르모 퐁퐁퐁)
- Shizuku-chan (날아라 방울방울 친구들)
- Tickety Toc (시계마을 티키톡!)
- Pretty Rhythm: Dear My Future (프리티 리듬: 디어 마이 퓨처)
- Pretty Rhythm: Rainbow Live (꿈의 라이브 프리즘스톤)
- Pretty Rhythm: Aurora Dream (프리티 리듬: 오로라 드림)
- Atashin'chi (아따맘마)
- Babar (바바)
- Pucca: Love Recipe (뿌까)
- Rolling Stars (롤링스타즈)
- Cleopatra in Space (우주의 클레오파트라)
- Powerbirds (파워버드)
- Monster Buster Club (몬스터 버스터 클럽)
- The Twisted Whiskers Show (뒤틀린 수염 쇼)
- Sugar Sugar Rune (슈가슈가룬)
- Dooly the Little Dinosaur (아기공룡 둘리)
- Robocar Poli (로보카 폴리)
- Pororo the Little Penguin (뽀롱뽀롱 뽀로로)
- Miraculous: Tales of Ladybug and Cat Noir (미라큘러스: 레이디버그와 블랙캣)
- Shugo Chara! (캐릭캐릭 체인지)
- Twin Princess of Wonder Planet (신비한 별의 쌍둥이 공주)
- Supa Strikas (수파 스트라이카스)
- Tanken Driland (탐험 드리랜드)
- Chi's Sweet Home (치즈스위트홈)
- Miffy's Adventures Big and Small (미피의 크고 작은 모험)
- Anne of Green Gables (빨강 머리 앤)
- My Daddy Long Legs (우리 아빠의 긴 다리)
- Turning Mecard (터닝메카드)
- The Fairly OddParents (티미의 못말리는 수호천사)

### For Ages 12+
- Hearts and Hari (연애공식 구하리) (Tooniverse original on The Haunted House series)
- Kuromajo-san ga Toru!! (흑마녀 나가신다!!)
- Oh No! It's an Alien Invasion (오노! 외계인의 나타났다)
- Bakuryū Sentai Abaranger (파워레인저 다이노썬더)
- Tokusou Sentai Dekaranger (파워레인저 S.P.D.)
- One Piece (원피스) (2004–2013) (dubbed version) (cut version)
- Tsubasa: Reservoir Chronicle (츠바사 -RESERVoir CHRoNiCLE-)
- Naruto (나루토) (2005-2008) (All Episodes) (dubbed version) (cut version)
- Dragon Ball (드래곤 볼) (dubbed version)
- Dragon Ball Z (드래곤 볼 Z) (dubbed version)
- Dragon Ball GT (드래곤 볼 GT) (dubbed version)
- Chibi Devi! (베베데빌)
- Love, Chunibyo & Other Delusions (중2병이라도 사랑이 하고 싶어!)
- Baka and Test  (바보와 시험)
- Age 12 (12세)
- Fushigi Dagashiya Zenitendō (전천당)
- Mobile Suit Gundam SEED (기동전사 건담 SEED)
- Midori Days (미도리의 나날)
- Yakitate!! Japan (따끈따끈 베이커리)
- Bobobo-bo Bo-bobo (무적코털 보보보)
- The Prince of Tennis (테니스의 왕자)
- Detective School Q (탐정학원 Q)
- Okojo-san (행복장의 오코죠상)
- Kekkaishi (결계사)
- Chōsoku Henkei Gyrozetter (초속변형 자이로제타)
- Yo-kai Watch Shadowside (요괴워치 섀도우 사이드) (dubbed version) (cut version)
- The Magic of Chocolate (쇼콜라의 마법)
- ThunderCats Roar (썬더캣츠 로어)
- Spy x Family (스파이 패밀리)
- Case Closed (명탐정 코난) (formerly on older episodes)
- My Secret Friend Hamzzi (내 비밀친구 햄찌)
- Teenage Mutant Ninja Turtles (돌연변이 특공대 닌자 거북이)

### For Ages 15+
- Remember, Hari (기억, 하리) (Tooniverse original on The Haunted House series)
  - Remember, Hari 2 (기억, 하리 2) (Season 2)
- Ma Boy (마보이) (Tooniverse original)
- To Heart (투하트)
- Arata: The Legend (아라타 칸가타리)
- Mamotte! Lollipop (지켜줘 롤리팝)
- The Simpsons (심슨네 가족들)
- Bleach (블리치) (2007-2008) (dubbed version) (cut version) (Episodes 1~53 Only)
- Naruto: Shippūden (나루토 질풍전) (2008-2018) (All Episodes) (dubbed version) (cut version)
- Boruto: Naruto Next Generations (BORUTO -보루토- NARUTO NEXT GENERATIONS)
- The Avengers: Earth's Mightiest Heroes (어벤져스)
- Hajime no Ippo (더 화이팅)
- Rurouni Kenshin (바람의 검심)
- Gatchaman Crowds (갓차맨 크라우즈)
- Fantasista Doll (판타지스타 돌)
- The High Fructose Adventures of Annoying Orange (엽기발랄 오렌지)
- Kamen Rider Ryuki (가면라이더 드래건)
- Kamen Rider 555 (가면라이더 파이즈)
- Your Lie in April (4월은 너의 거짓말)
- Inuyasha (이누야샤)
- Meganebu! (안경부!)
- Galilei Donna (갈릴레이 돈나)
- Sket Dance (스켓 댄스)
- Chainsaw Man (체인소 맨)
- Jujutsu Kaisen (주술회전)

### For Ages 18+ (1995~2011 Only)
- Cowboy Bebop (카우보이 비밥)
- Pet Shop of Horrors (펫숍 오브 호러스)
- You're Under Arrest (체포하라)
- Record of Lodoss War (로도스도 전기 OVA)
- Boogiepop Phantom (부기팝은 웃지 않는다)
- Nudlnude (uncut) (누들누드 무삭제판)
- Phantom Quest Corp. (X 사건 미녀 탐정)
- Dirty Pair Flash (더티페어 플래쉬)
- Battle Angel Alita (총몽)
- Gokusen (고쿠센)
- Air Master (에어마스터)
- Dokkoida!? (황당용사 욜라세다)
- Ghost Stories (헌티드 정션)
- Peach Girl (피치걸)
- Bubblegum Crisis Tokyo 2040 (버블검 크라이시스 도쿄 2040)
- Angel Heart (엔젤하트)
- Platinumhugen Ordian (은장기공 오디안)
- Super Radical Gag Family (괴짜가족)
- Future GPX Cyber Formula (신세기 사이버 포뮬러 신)
- Weiß Kreuz (바이스 크로이츠)
- Daria (다리아)
- Hellsing (헬싱)
- Monster (몬스터)
- Great Teacher Onizuka (GTO)
- My Bride is a Mermaid (세토의 신부)
- Family Guy (패밀리 가이) (subtitled version)
- Samurai Champloo (사무라이 참프루)
- Haré+Guu (정글은 언제나 맑은 뒤 흐림)
- South Park (사우스 파크) (subtitled version) (Cette série a été interdite en 2001 en raison de son contenu explicite et a été diffusée en 2000.)[2]
- Gintama (은혼)
- Trinity Blood (트리니티 블러드)
- Eden of the East (동쪽의 에덴)